# Дефицит 1α-гидроксилазы
Дефицит 1α-гидроксилазы также известно как витамин-Д-зависимый рахит 1 типа и псевдовитамин-Д-зависимый рахит (PDDR). Заболевание описано Prader et al. в 1961 году.
Это аутосомно-рециссивное заболевание, манифестирующее в раннем возрасте.

## Этиопатогенез
Генетический дефект состоит в неактивности 25-гидроксивитамин-Д-1αгидроксилазы, конвертирующей 25-гидроксихолекальциферол в кальцитриол. Ген локализован на длинном плече 12-й хромосомы (12q14) и клонирован несколькими группами ученых. На настоящий момент идентифицировано более 30 различных мутаций. Экспрессия 1α-гидроксилазы кроме почек отмечена в кератиноцитах, волосяных фолликулах,
макрофагах, остеобластах и т. д.

## Клиническая картина
- гипотония
- мышечная слабость
- задержка роста
- рахитоподобные деформации скелета
- гипоплазия эмали
- остеомаляция.

При тяжелой гипокальциемии возможны тетания и судороги.

## Диагностика
Лабораторно: гипокальциемия, гипофосфатемия, гиперпаратиреоидизм, увеличение активности щелочной фосфатазы, снижение экскреции кальция с мочой, уровень 25-гидроксихолекальциферола нормален или повышен; снижение уровня 1,25-дигидроксихолекальциферола в зависимости от степени дефекта гидроксилазы.

## Лечение
Физиологически дозы 1,25 дигидроксихолекальциферола.